# Château de Montépilloy
Le château de Montépilloy est un château en ruine situé sur la commune française de Montépilloy, dans le département de l'Oise et en région Hauts-de-France. Les restes du château ont été classés au titre des monuments historiques par arrêté du 3 mai 1963. Ils comportent le flanc nord-ouest d'un majestueux donjon haut de 35 m et visible depuis plus d'une dizaine de kilomètres à la ronde ; une muraille d'enceinte indatable ; un châtelet du début du XIIIe siècle rehaussé à la fin du XVe siècle ; et un « château neuf » inachevé du début du XVe siècle, comportant tour, courtine avec porte fortifiée et deux corps de logis. Le château est en ruine depuis la dernière phase de la guerre de Cent Ans dans la région, et son enceinte abrite une ferme depuis cette date, aujourd'hui inexploitée. Les vestiges représentent un intéressant témoignage de l'architecture féodale gothique.
Le château a été restauré par des bénévoles de l'association Chantiers Histoire et Architecture Médiévales au cours de l'année 2019. 

## Localisation
Le château est situé en France, dans la région Hauts-de-France et dans le département de l'Oise, sur la commune de Montépilloy, au nord du village. Le château fait face à la place du village au sud, mais est lui-même entouré de forêt. Montépilloy est localisée sur l'ancien tracé de la route de Crépy-en-Valois à Senlis, remplacée par l'actuelle RD 1324, et l'une des missions du château devait être la défense de cette route. En outre, l'implantation stratégique du château sur le sommet d'une butte à 133,5 m au-dessus du niveau de la mer le fait dominer la plaine des alentours de 30 à 40 m, ce qui est suffisant pour assurer une vue de plusieurs kilomètres à la ronde. L'épine du donjon ruiné est également visible de loin et marque fortement le paysage, caractérisé notamment par des plaines agricoles à l'aspect dénudé.

## Toponymie

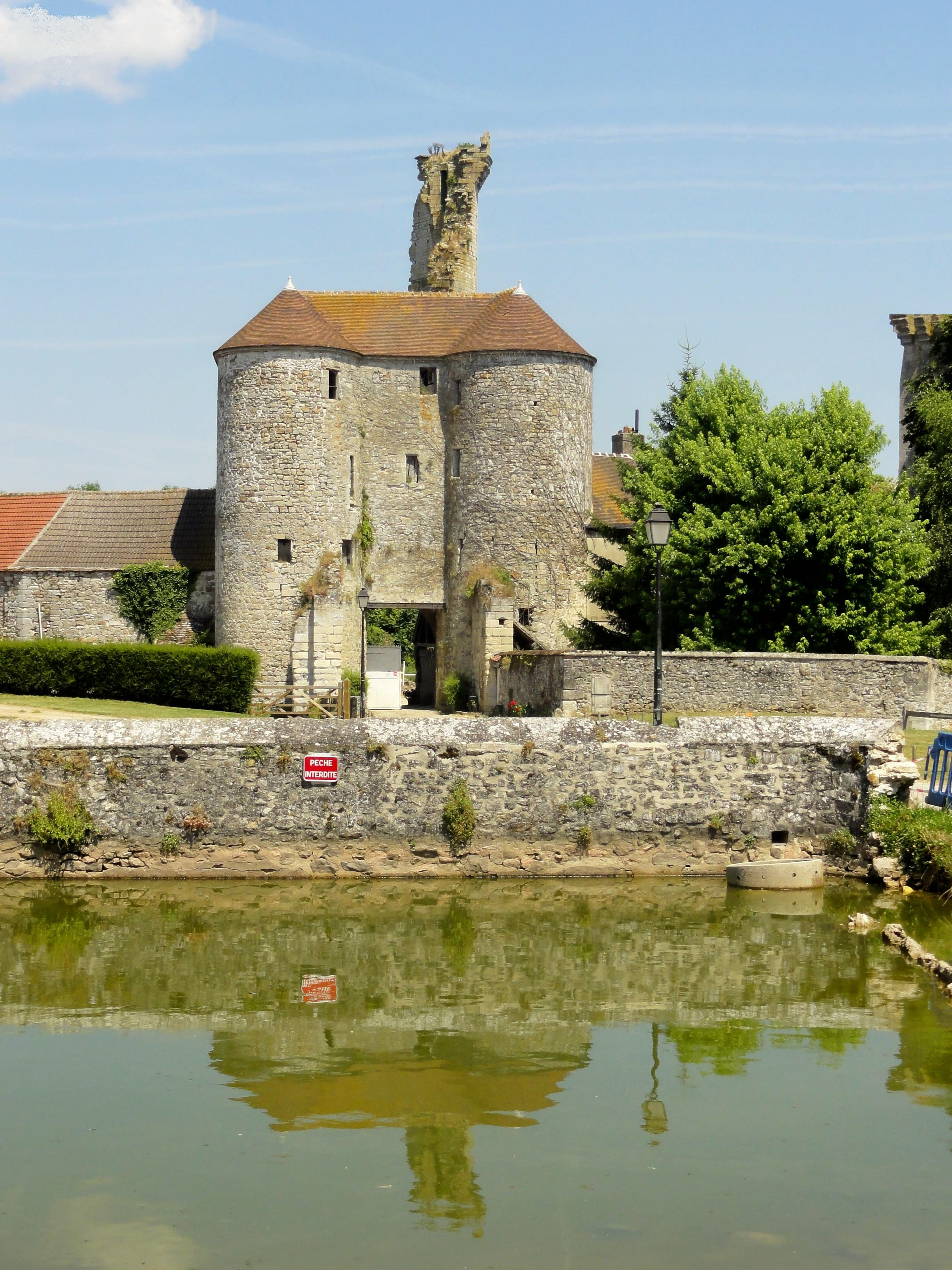
Vue depuis la place du village au sud ; au premier plan, l'abreuvoir.

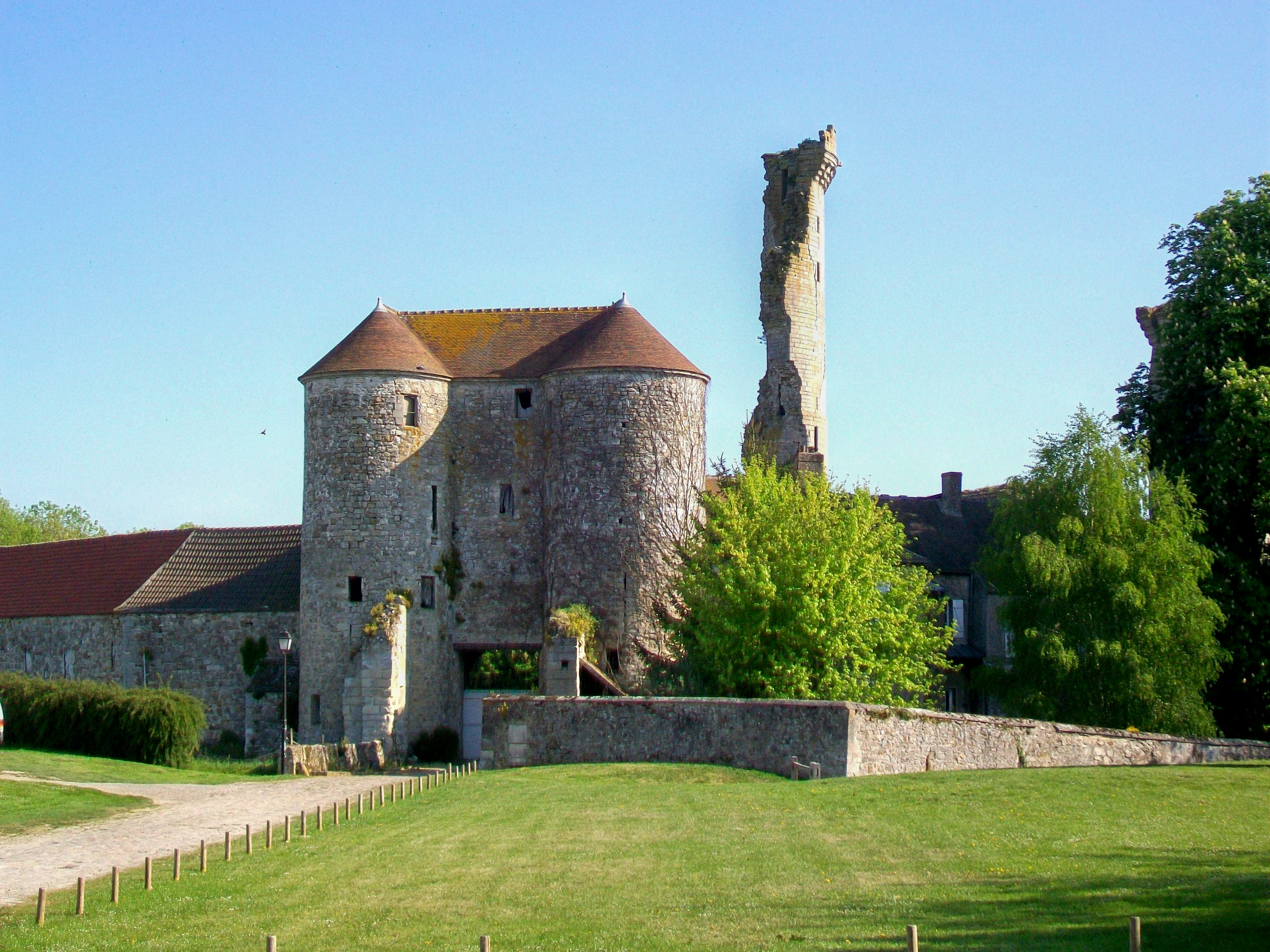
Vue du château depuis la place du village.

Le premier nom connu du lieu, Montem Agibodi, cité en 849, ne peut être considéré comme forme antérieure du même nom. En 1075, il a été question d'une forêt d'Espilloir, et en 1076, de Monte Expelierico. Une forme proche du toponyme actuel paraît dès 1148 par rapport au château, qui est désigné comme forteresse de Montespiloir. Le nom ne se confirme pas immédiatement, mais se fixe tout de même au XIIIe siècle. Étant donné que les documents de l'époque étaient rédigés en latin, l'on trouve aussi des formes latinisées, comme Monte speculatorio en 1166, Monte Pislerii vers 1200, et Monte Pigoci, en 1281. Quelle que soit la variante, le toponyme est un nom composé de mont, déjà utilisé en ancien français, et le nom picard espillouère (signifiant regard, ouverture dans un mur), dérivé du verbe espiller. Montépilloy se traduit donc par « mont de l'observatoire, de la tour de guet ».

## Historique
La genèse du toponyme est révélateur des origines du château, qui devait se résumer à la base à une tour de guet féodale. Si l'histoire du village et de ses fiefs est relativement bien documenté, avec toutefois des lacunes importantes, les chartes ne font que très rarement allusion à la construction du château. Entre le milieu du XIIe siècle et 1353, la seigneurie de Montépilloy appartient à la puissante famille des Bouteiller de Senlis, officiers à la cour royale. Ce sont sans aucun doute les Bouteiller qui font édifier la muraille du château actuel à la fin du XIIe siècle ou au début du XIIIe siècle ainsi que la porte fortifiée au début du XIIIe siècle, mais rien n'est connu de l'aspect de leur donjon ou de leur château proprement dit. En 1353, Jean Le Bouteiller vend la seigneurie avec le château à Robert de Lorris, chambellan du roi et seigneur d'Ermenonville. Sous la Grande Jacquerie fin mai, début juin 1358, le château est dévasté et brûlé, et cinq ans plus tard encore, Robert de Lorris réclame 10 000 livres de dommages et intérêt aux auteurs de ces actes afin de remettre le château dans son état antérieur.
Il est possible que Robert de Lorris soit le maître d'œuvre du donjon actuel, dont le début de construction peut remonter à 1360 tout au plus. Après son décès vers 1380, le château passe dans les mains de son gendre, Jean-Lancelot de Lorris. Sans que l'on en sache les circonstances ou conditions, Enguerrand VII de Coucy entre en possession de la seigneurie entre 1383 et 1386. Si le donjon n'est pas encore entamé, c'est le nouveau propriétaire des lieux qui lance le chantier, ou sinon tout au moins le reprend. Les travaux peuvent être achevés vers 1390. Mais à cette date, Montépilloy appartient déjà Olivier V de Clisson depuis un an, Enguerrand de Coucy étant tombé en disgrâce et a dû se séparer du château. Olivier de Clisson parachève peut-être le donjon, comme certains traits de son architecture le suggèrent. En tout cas, le seigneur breton garde Montépilloy jusqu'à sa mort en 1407. Après, la seigneurie et le château reviennent aux Bouteiller de Senlis, en l'occurrence à Guillaume II Le Bouteiller. Une fois de plus, le transfert demeure inexplicable. Guillaume II fait mener d'importants travaux et engage comme architecte Jean Aubelet. Les compte de la châtellenie de Brasseuse à laquelle Montépilloy est rattaché font apparaître d'importants dépenses entre 1409 et 1411 : les deux étages supérieurs du donjon sont remaniés, et une nouvelle cour noble est édifiée entre le donjon et la muraille ancienne au sud. Ensuite, Guillaume II qui appartient à la fraction des Armagnacs, perd la seigneurie à Pierre des Essarts de la fraction des Bourguignons dès 1411, et les travaux cessent immédiatement. Guillaume III Le Bouteiller récupère la seigneurie en 1440, mais le donjon est sans doute déjà ruiné, et Guillaume revend l'ensemble à des seigneurs étrangers à la région. Ils font rehausser les tours de la porte fortifiée pour servir de résidence. Quand Montépilloy passe dans le giron de la maison de Montmorency en 1496, le château ne sert déjà plus que de ferme seigneuriale. La ferme avec les ruines du château restent dans la famille de Montmorency jusqu'à la Révolution française,.
Les restes du château ont été classés au titre des monuments historiques par arrêté du 3 mai 1963.

## Description

### Aperçu général

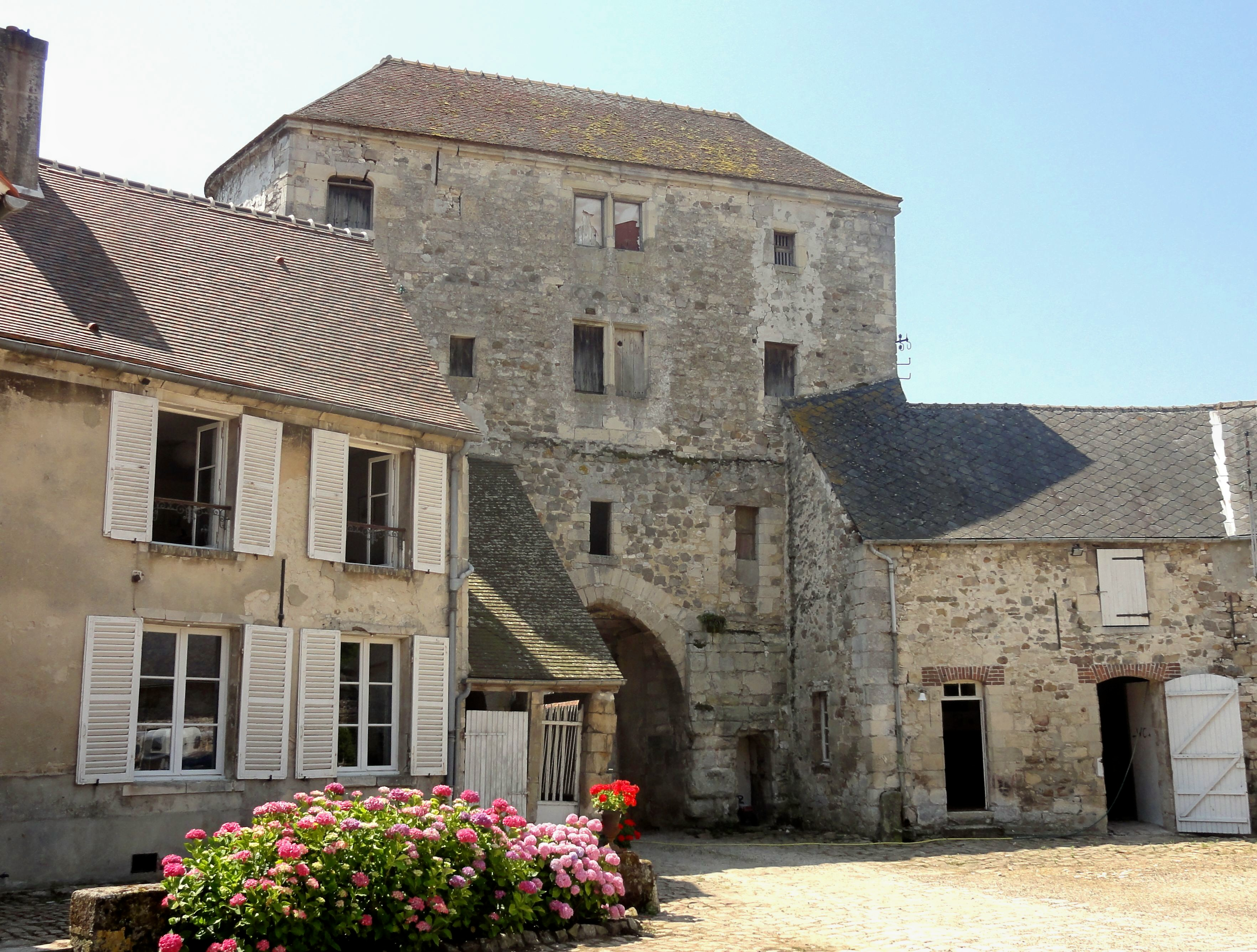
Châtelet, vue depuis la cour.

Une reconstitution complète du château dans ses différents états jusqu'au début du XVe siècle n'est plus possible. Le donjon n'est certainement pas le premier que connût le château, et d'autres éléments ont pu disparaître sans laisser de traces. Les vestiges du château comprennent quatre éléments ou ensembles issus d'au moins cinq campagnes de construction différentes, à savoir :
- la muraille d'enceinte extérieure, indatable mais reprenant sans doute le tracé de la palissade du XIIe siècle ;
- la porte fortifiée au sud-ouest, entre deux tours en fer à cheval, construite au début du XIIIe siècle et remaniée à la fin du XVe siècle ;
- le donjon circulaire ruiné situé un peu au nord du centre de l'enceinte, difficilement datable mais sans doute postérieur à la destruction du château en 1358-1360 et remanié vers 1409-1411. Pour Nicolas Mengus, la tour maîtresse (fin XIIe début XIIIe siècle) a été surélevée au XVe siècle avec l'adjonction de mâchicoulis[9] ;
- une tour en hémicycle sur la ligne d'enceinte primitive, au sud (à droite de la porte en regardant le château), avec une courtine orientée exactement nord-sud reliant la tour au donjon, un grand corps de logis à l'est de la courtine et mitoyen de la tour, et un petit corps de logis au nord du premier. Cet ensemble est connu comme le « château neuf » et date de 1409-1411[10].

Ces vestiges se superposent aux bâtiments de la ferme rajoutés à l'époque moderne. Le logis de la ferme s'interpose entre la porte fortifiée et la tour du début du XVe siècle, et les bâtiments d'exploitation s'adossent généralement à la muraille extérieure. Or, le donjon et le château neuf restent libres au milieu de la cour de ferme et n'ont pas été altérés. Une bâtisse ruinée se situe au nord-ouest, contre la muraille, mais il ne s'agit pas d'un élément du château féodal.

### La porte fortifiée

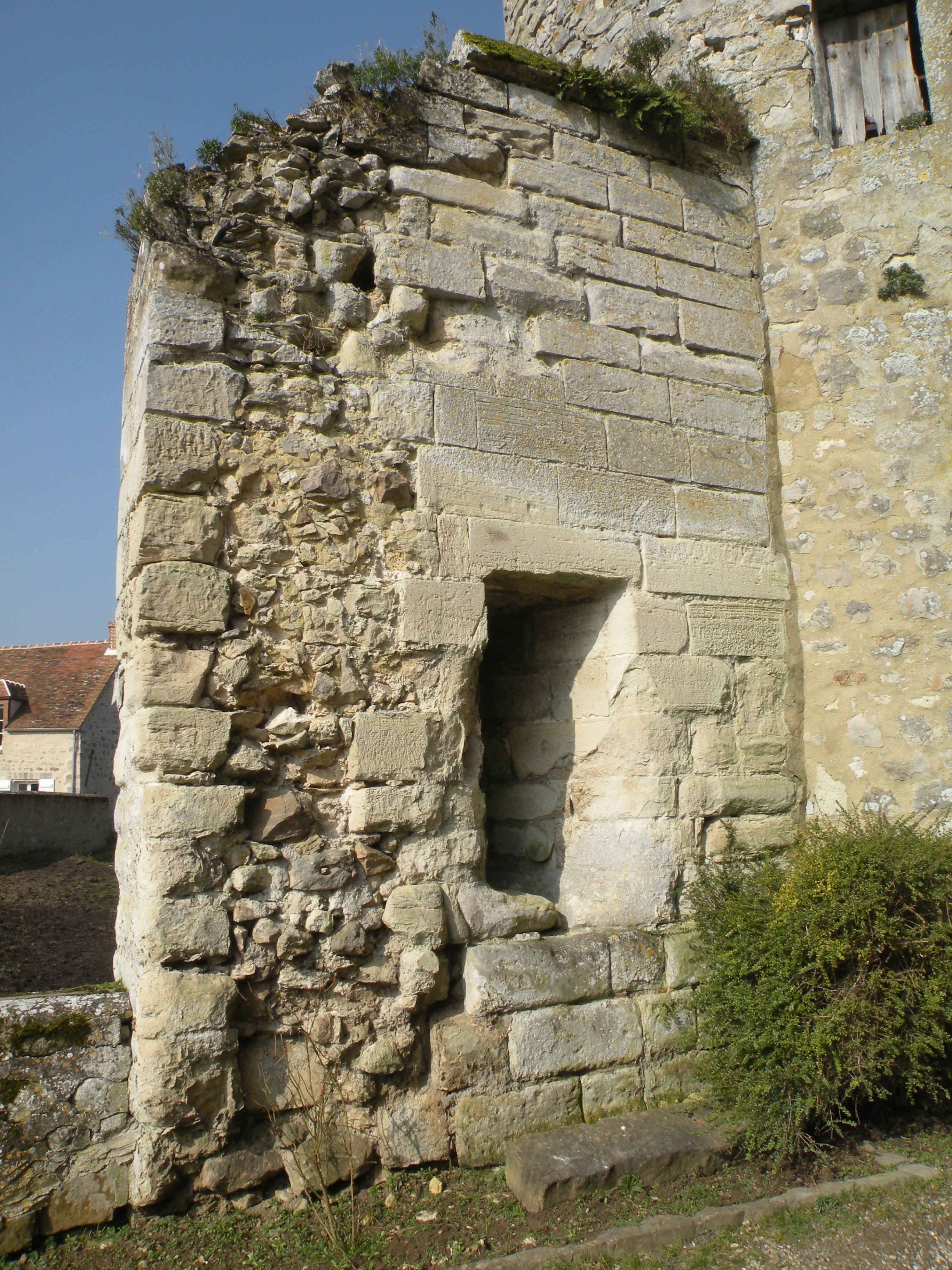
Avant-corps défensif.

La porte fortifiée est cantonnée de deux tours rondes à l'extérieur, mais plates vers la cour intérieure. Ces tours, hautes de quatre niveaux ou de 13,60 m, sont reliées entre elles par un passage. L'ensemble forme un châtelet. Devant la porte, subsistent les avant-corps destinés à recevoir le pont-levis, percés d'archères. Ce type d'ouvrage défensif n'existe pas avant le XIVe siècle. Les tours étaient également percées d'archères, aujourd'hui remplacées par des fenêtres ou bouchées ; dans ce dernier cas, les ébrasements subsistent toujours à l'intérieur. Le passage reliant les deux tours était initialement voûté, mais la voûte a été remplacée par un simple plafond en bois. La façade tournée vers la cour intérieure se distingue fondamentalement de la façade extérieure, avec un arc brisé à double rouleau pour la porte, et de grandes fenêtres à meneau ainsi que de petites fenêtres au niveau des deux étages supérieurs. Il apparaît que ce deuxième et troisième étage ont été ajoutés postérieurement à la fin du XVe siècle ; en regardant de près, la rupture dans l'appareil est également visible depuis l'extérieur. Seul le rez-de-chaussée et l'étage sont donc d'origine ; abstraction faite de l'avant-corps, on peut les dater du début du XIIIe siècle. Le château avait alors une vocation purement militaire. En revanche, le caractère des étages supplémentaires est plutôt résidentiel, ainsi que les toits en poivrière des tours, sans les moindres traces de mâchicoulis,.

### La muraille d'enceinte
La muraille d'enceinte est entouré de larges douves, depuis longtemps tombés à sec et en partie nivelés, mais toujours perceptibles. La ligne d'enceinte décrit une forme irrégulière avec neuf angles et des côtés plus ou moins longs. L'extension diamétrale s'établit entre 80 et 90 m. Sauf au sud, à l'emplacement du logis moderne de la ferme, et au nord, la muraille reste debout ; plus que les trois quarts en subsistent. Elle est bâtie en blocage de moellons et dépourvue de contreforts et de tout autre attribut pouvant faciliter une datation. Pendant des siècles, des murs de ce type ont été édifiés dans la région. S'il est peu probable que la muraille remonte au premier temps du château au XIIe siècle, aucun indice ne permet de l'attribuer à telle ou telle époque. Étant donné qu'une porte fortifiée a été édifiée au début du XIIIe siècle, les parties les plus anciennes de l'enceinte devraient au moins être contemporaines de cette porte.

### Le donjon

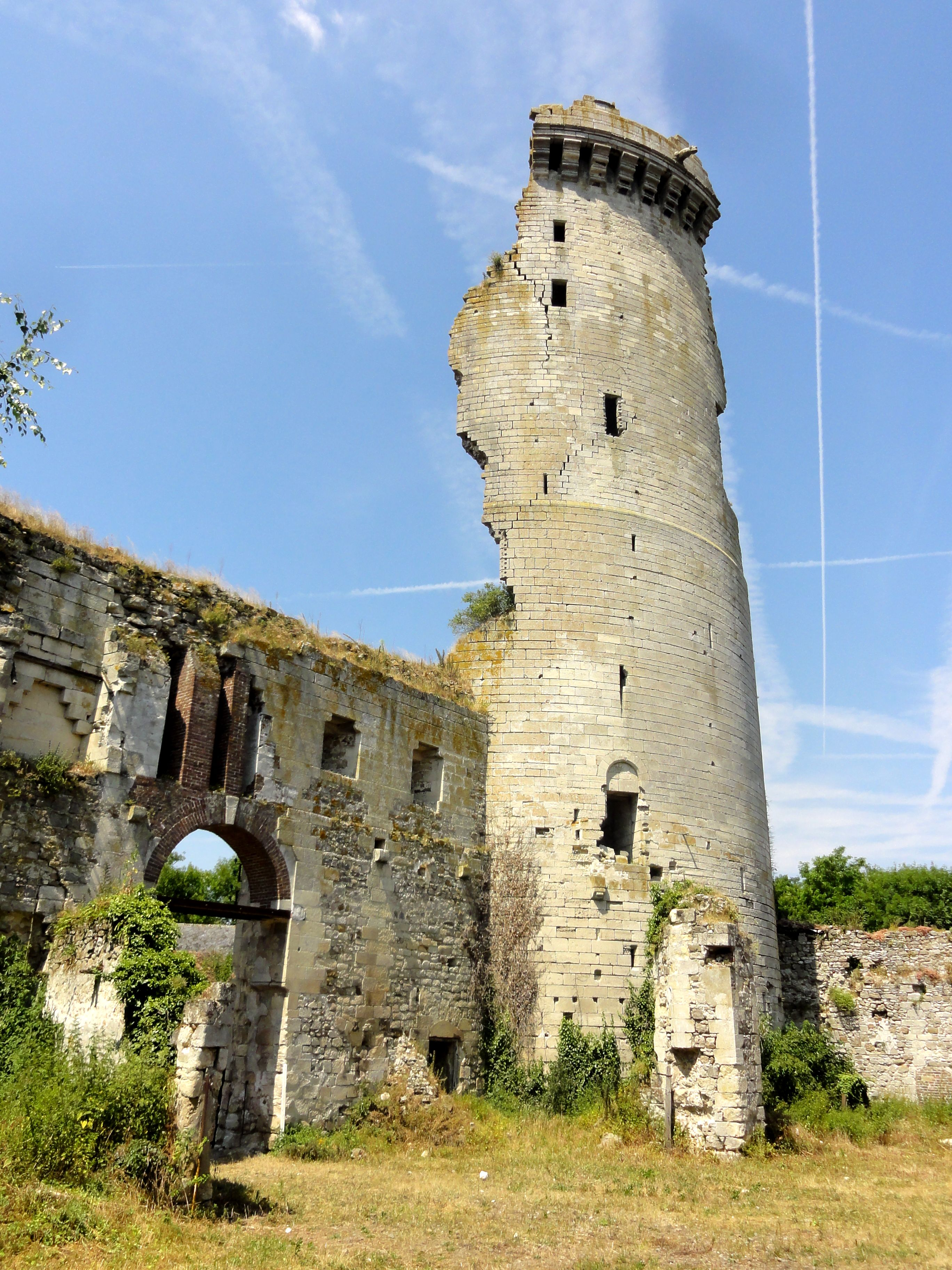
Donjon, vue depuis le sud-est.

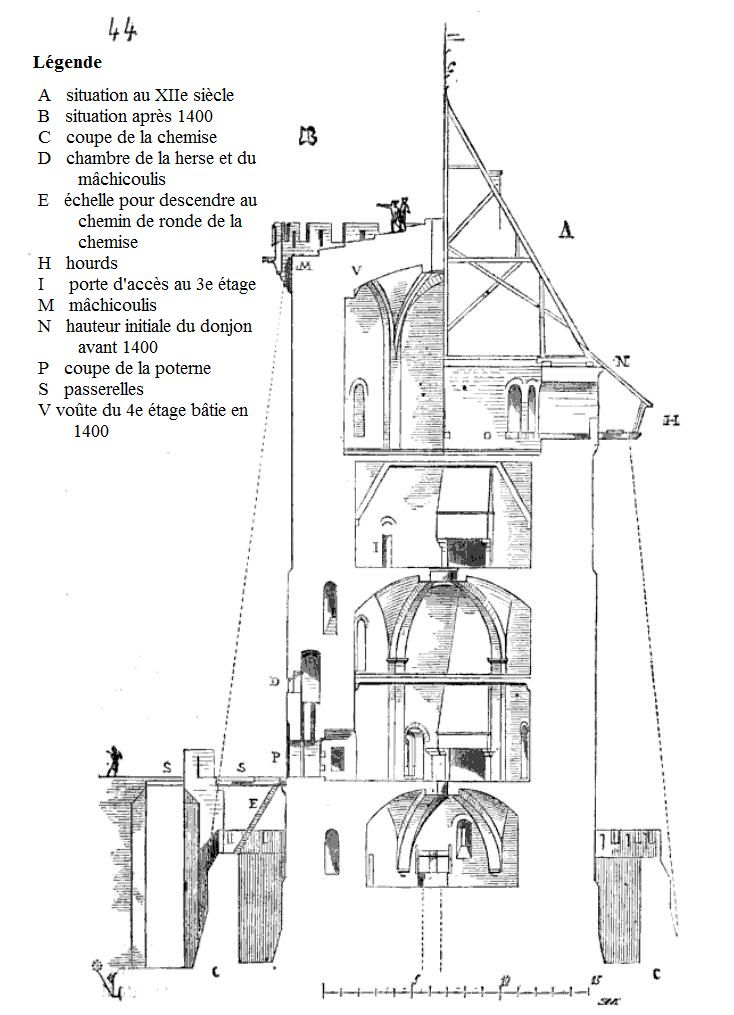
Coupe du donjon par Viollet-le-Duc ; le premier niveau (cave) manque.

Le donjon portait initialement sur six niveaux ou 35 m de hauteur et possédait un diamètre de 17 à 18 m, un chiffre exact ne pouvant être fourni en l'absence de fouilles. L'entrée se faisait par un pont-levis au troisième niveau et par un couloir ménagé dans l'épaisseur énorme du mur. La défense de l'entrée était assurée par deux petites salles de garde, également ménagées dans l'épaisseur du mur. L'une était située à côté du couloir et était équipée d'une archère bien orientée vers l'accès ; l'autre était située au-dessus du couloir et contenait également le mécanisme d'enroulement de la chaîne du pont-levis et un assommoir, et une herse coupant le couloir en deux pouvait être actionnée depuis cette salle. Depuis le troisième niveau de la tour, des escaliers rampants distincts conduisent vers les niveaux inférieurs et supérieurs. Ils sont également ménagés dans l'épaisseur des murs et donnent accès à des ébrasements avec archères. Leur sens de circulation est différent, ce qui reflète un souci de sectionnement des communications entre niveaux, mais également la volonté de disposer les escaliers en tant qu'espaces creux affaiblissant la structure de l'édifice à un endroit où il était le moins susceptible de devoir faire face à des assauts. La salle de garde au-dessus du couloir d'entrée est par ailleurs desservie par un escalier indépendant depuis le quatrième niveau, avec lequel il ne communique donc pas directement,.
Le troisième niveau était recouvert d'un plafond en bois le séparant du quatrième niveau, voûté d'ogives. Le profil des ogives était simple, et elles retombaient sur des chapiteaux d'une facture assez fruste. La hauteur cumulée de ces deux niveaux était de 12 m. L'on peut toujours utiliser l'escalier jusqu'au troisième niveau. Ici, les murs étaient percés de grandes fenêtres rectangulaires grillagées, au bout de profondes embrasures voûtées en berceau ; une seule en reste pour moitié. Le quatrième niveau possédait des fenêtres identiques (ainsi que le cinquième). La porte d'accès depuis l'escalier et son linteau sous un arc de décharge reste intacte. Le second niveau est voûté d'ogives. Il contient toujours la margelle du puits, utilisable grâce à une cage maçonnée le long du mur, dont les arrachements restent visibles. Un soupirail mais aussi un escalier rampant communiquent avec le premier niveau, tenant lieu de cave. Les voûtes de la cave, l'escalier, le couloir central voûté en berceau et les locaux latéraux également voûtés en berceau peuvent être le résultat d'aménagements tardifs au XVe siècle, voire au XVIe siècle. Bien entendu, le puits peut est aussi utilisable depuis le premier niveau.
La tour est ruinée depuis la dernière phase de la guerre de Cent Ans pendant la première moitié du XVe siècle et a été endommagée sans doute une seconde fois sous les guerres de Religion de la fin du XVIe siècle. Seulement le flanc nord-ouest en subsiste. Fortement incomplète et comportant des anachronismes architecturaux, sa datation reste controversée. En effet, la qualité du parement extérieur avec des pierres de taille et la facture des baies grillagées font référence au XIVe siècle. En même temps, tout l'aspect intérieur, la facture des voûtes, la conception de l'escalier rampant et l'aspect des tympans à arc de décharge paraissent bien archaïques et évoquent le XIIIe siècle. Or, la cohésion des maçonneries intérieure et extérieure est tellement évidente que l'on peut exclure une reprise complète d'un premier donjon au cours du XVIe siècle. Les anachronismes s'expliquent plutôt par une construction hâtive dans le contexte des troubles de la guerre de Cent Ans. Le château ayant été détruit en 1358-1360, le donjon devrait être postérieur à cette date, voire bien postérieur. Les arcs de décharge au-dessus des fenêtres rappellent des châteaux bretons de la fin du XIVe siècle, ce qui permet de penser que le maître d'œuvre aurait été le connétable Olivier V de Clisson, devenu propriétaire du château en 1389.
Indépendamment de ces considérations, le donjon montre aussi les traces d'un remaniement au XVe siècle sur le plan du cinquième et sixième niveau. Un nouveau escalier en colimaçon a été construit, interceptant l'ancien escalier rampant et menant jusqu'à la terrasse au sommet de la tour. Au cinquième niveau, une embrasure de fenêtre a manifestement été modifiée et dotée de coussièges. Le sixième niveau a été surhaussé et bâti presque entièrement à neuf, et les murs intérieurs ont dû former une salle hexagonale. Elle était destinée à l'approvisionnement de projectiles et à la défense, donnant accès à des hourds et à la terrasse du toit, avec mur crénelé et mâchicoulis. Étant donné la hauteur considérable de ce niveau, il a pu être subdivisé en deux par un plancher intermédiaire, à l'instar du troisième et du quatrième niveau. Le plafond supérieur était voûté d'ogives à pénétration, c'est-à-dire sans chapiteaux. Quant aux mâchicoulis qui couronnent le sixième niveau à l'extérieur, ils sont d'un type tout à fait particulier, qui n'apparaît ailleurs qu'au château de Pierrefonds, au château de La Ferté-Milon et au château de Coucy. Ces châteaux étant les œuvres de Jean Aubelet, il doit en être de même du donjon de Montépilloy. Aubelet officie comme maçon général du duc d'Orléans Louis Ier d'Orléans jusqu'en 1407, puis devient maître des œuvres du roi au bailliage de Senlis. La reconstruction des deux niveaux supérieurs peut être doublement datée par des documents d'archives indiquant qu'un chantier important a dû se terminer vers 1409-1411, et par les caractéristiques architecturaux renvoyant aux années 1400-1411.

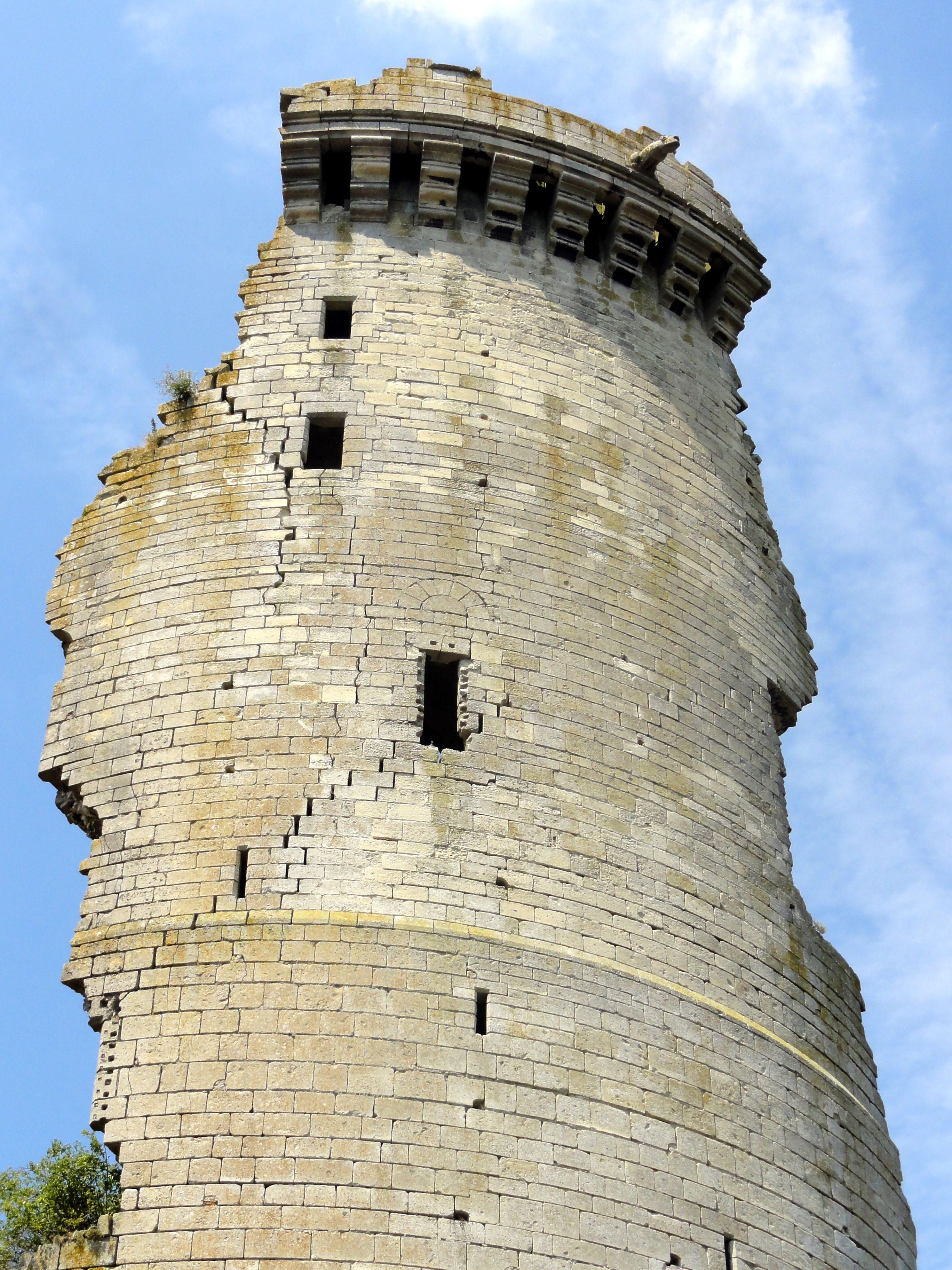
Partie supérieure.
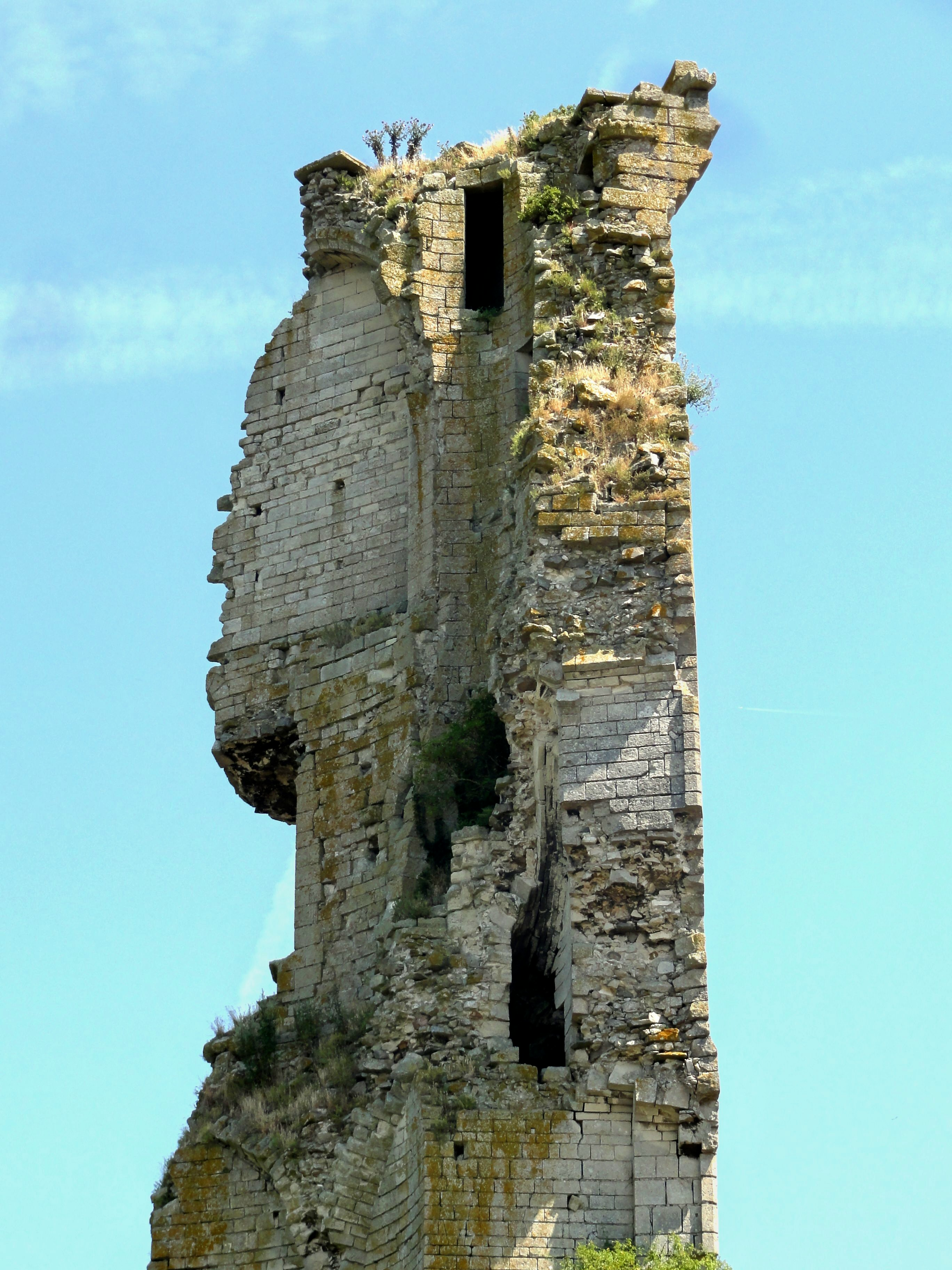
Partie supérieure.
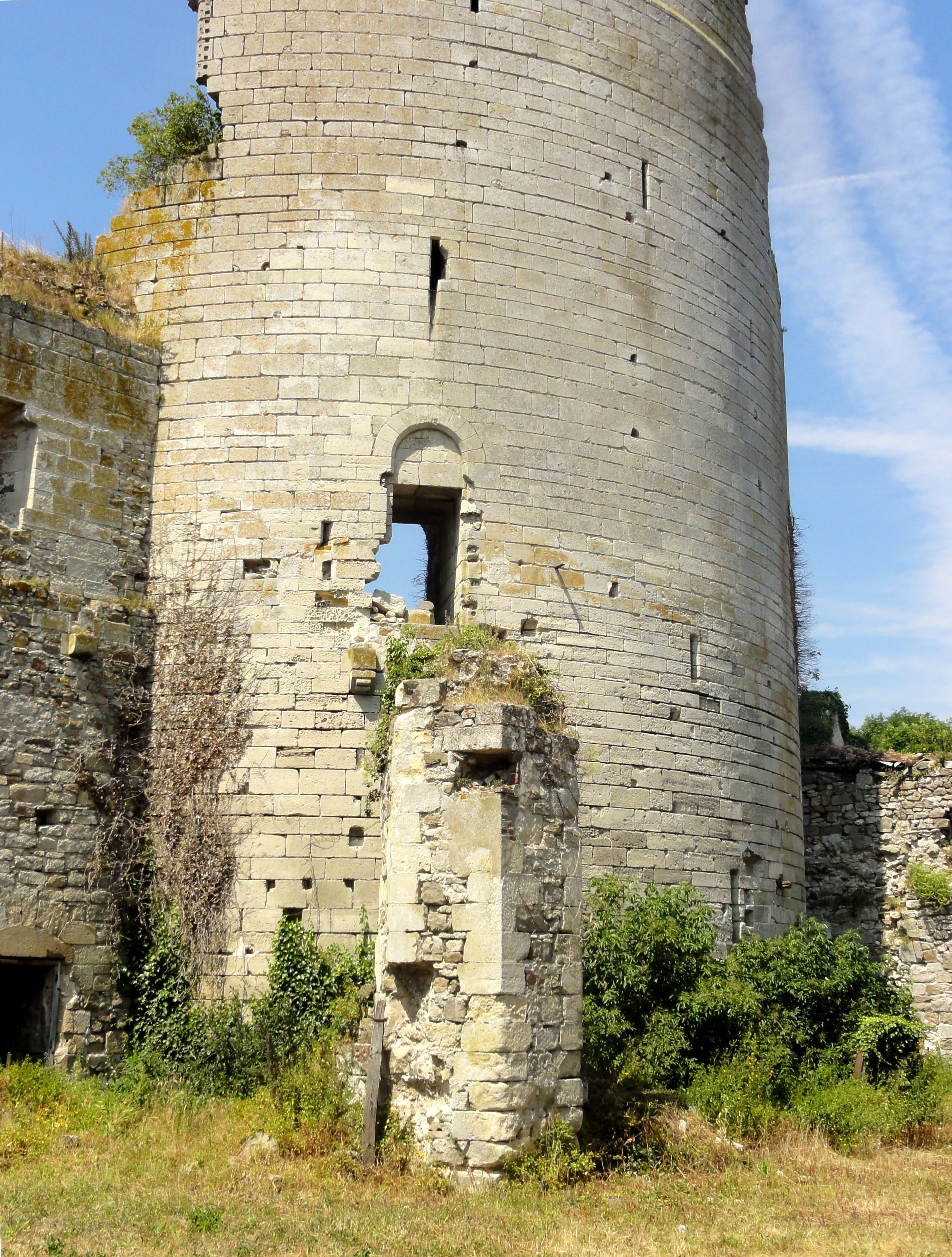
Partie inférieure et entrée.
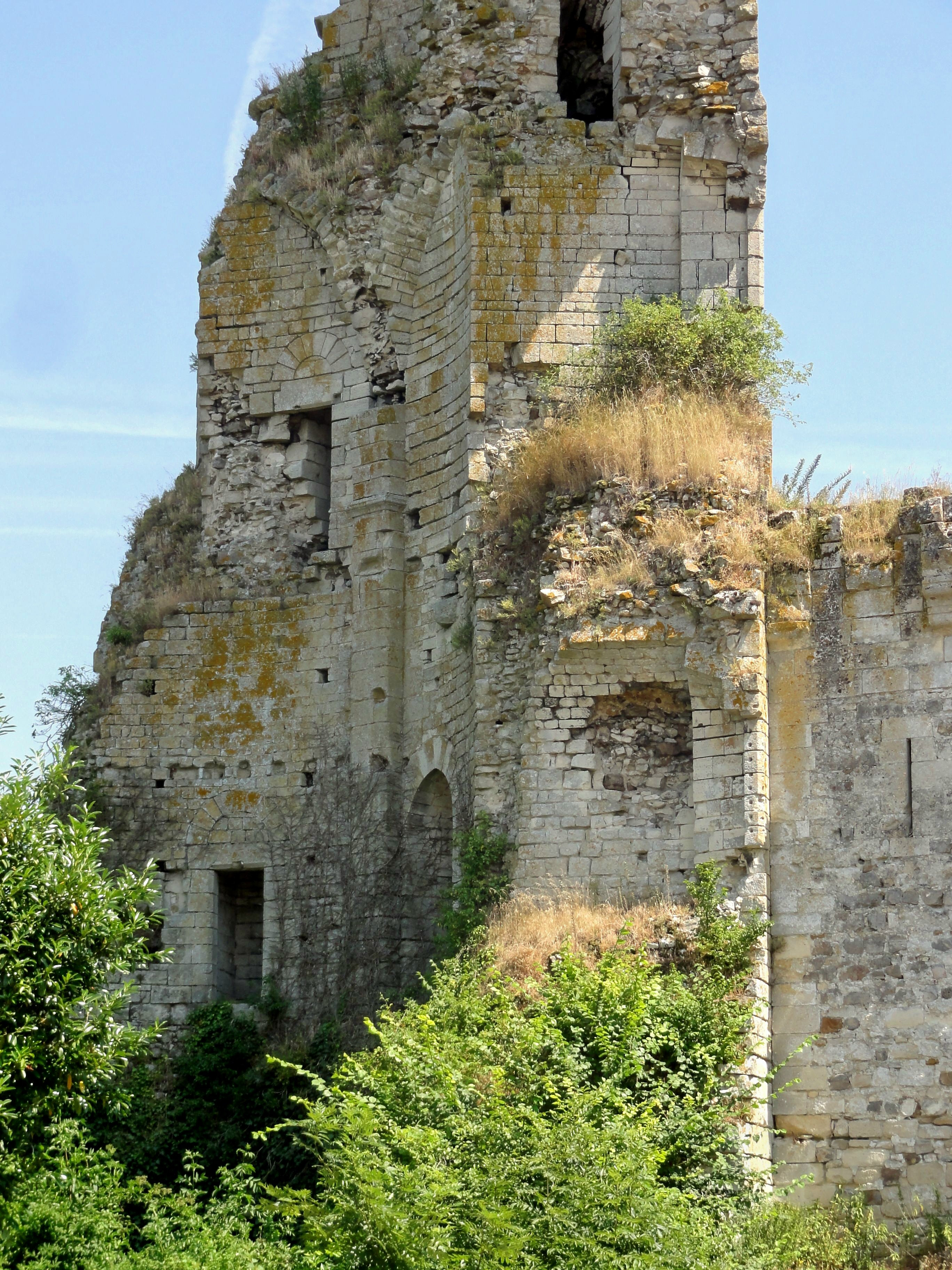
Partie inférieure.
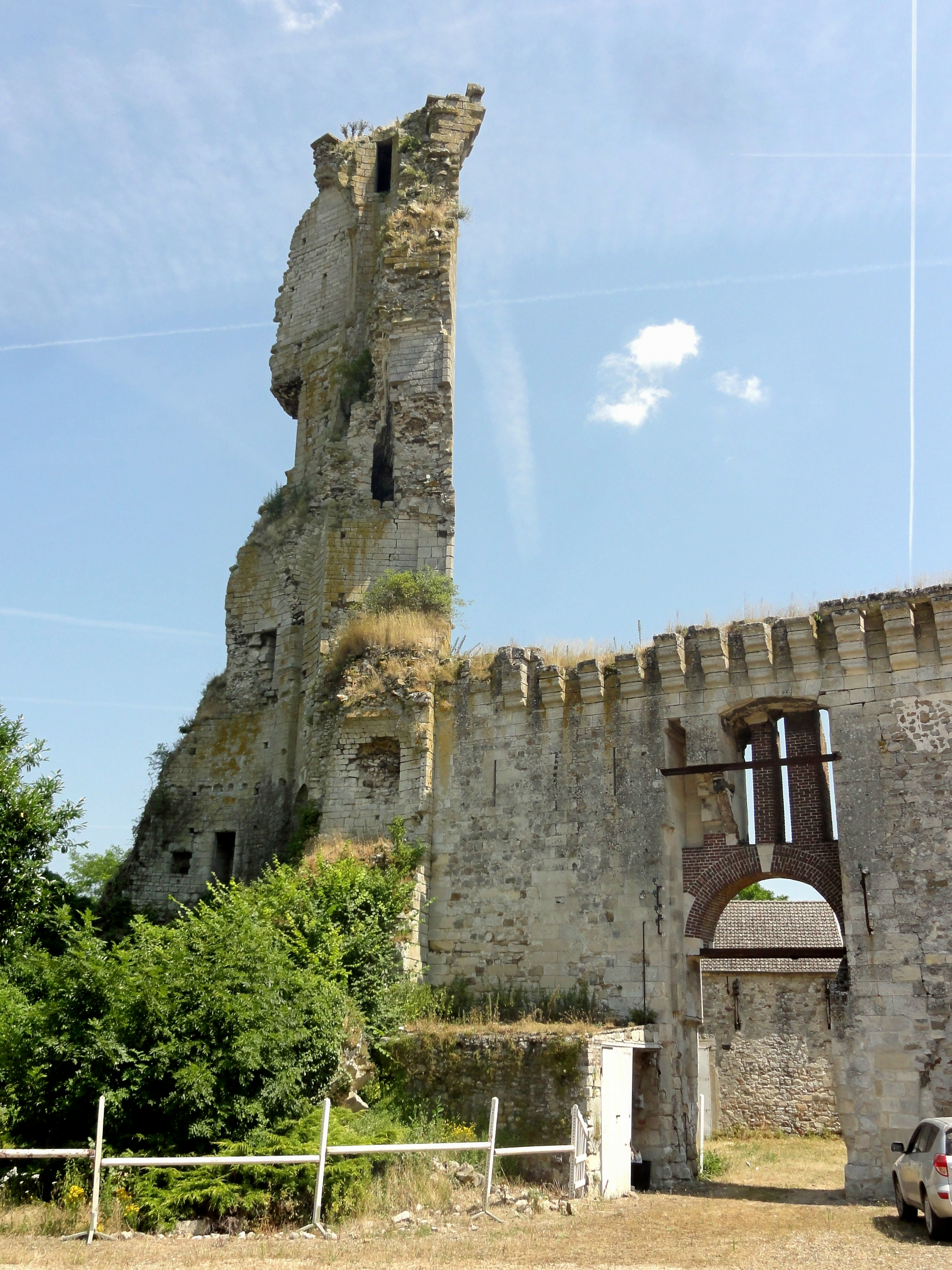
Vue depuis le sud-ouest.
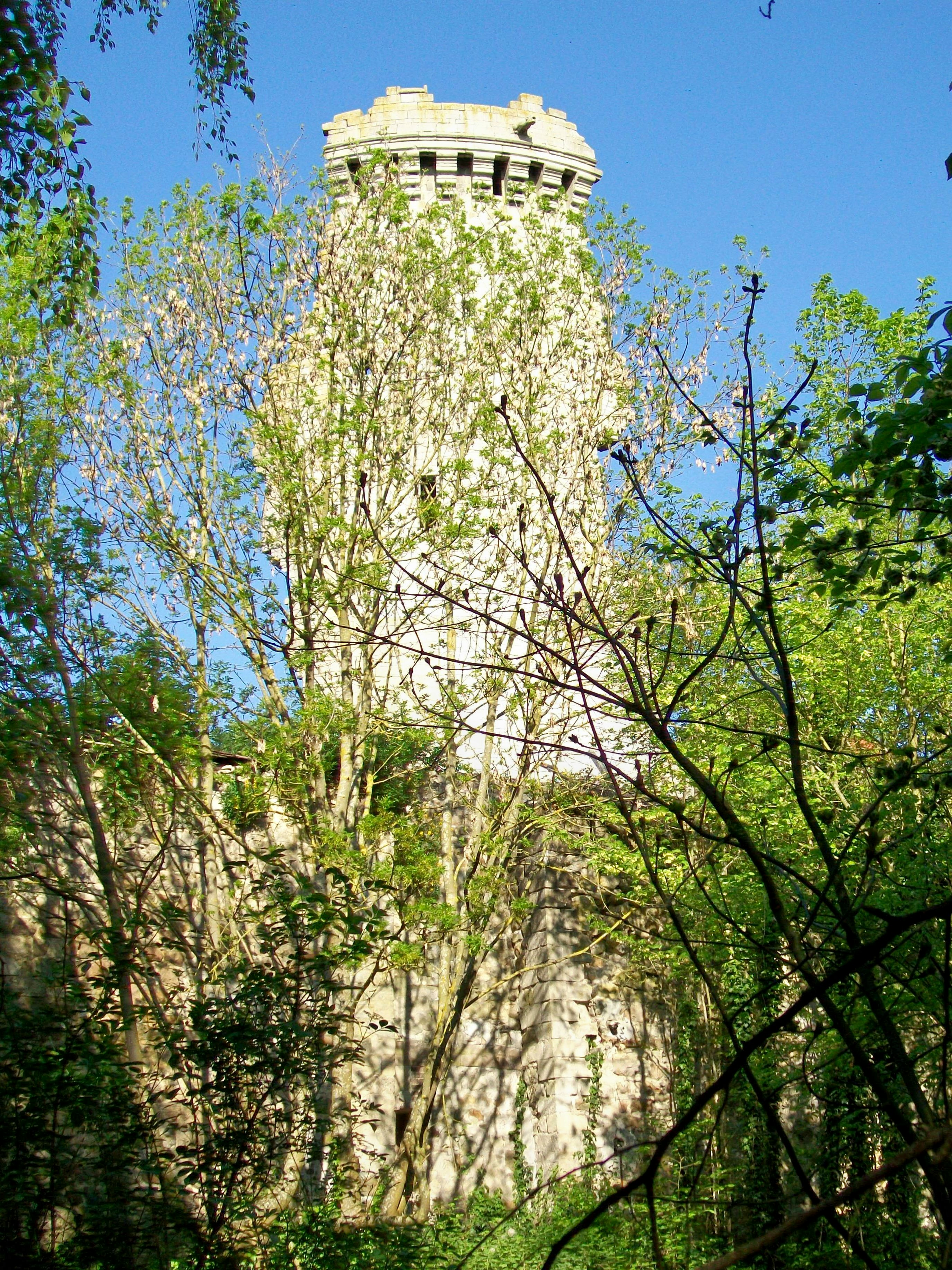
Donjon, vue depuis l'est.

### Le château neuf

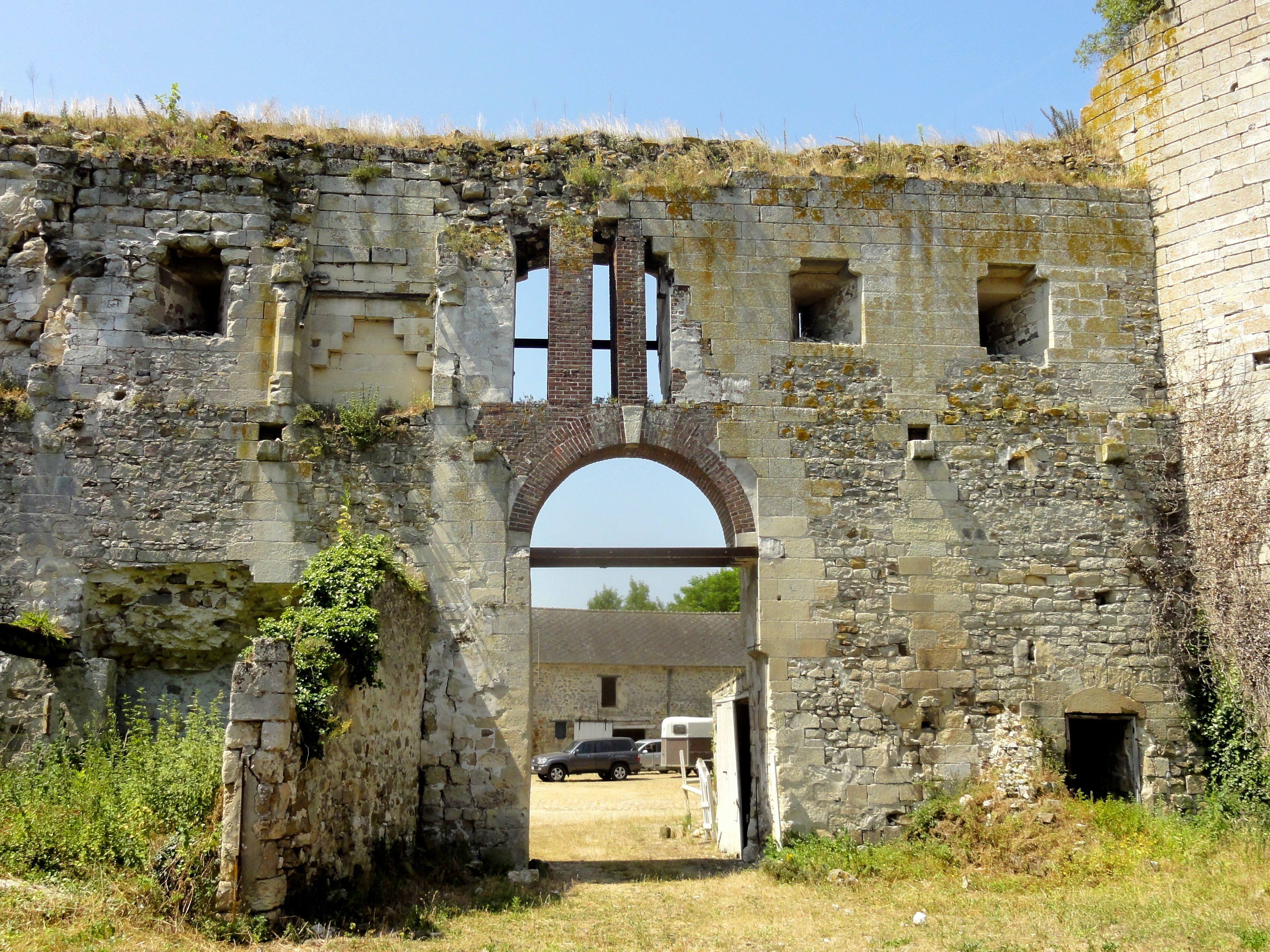
Courtine de 1409-1411, côté cour noble, arrachement d'une cheminée.

Le projet du château neuf visait à établir une « cour noble » dans la moitié est de l'enceinte primitive. La moitié ouest devait sans doute être abandonnée après l'achèvement du projet, qui comporte en effet une nouvelle courtine avec porte fortifiée précédée d'un pont-levis. Contemporain du remaniement des deux étages supérieurs du donjon mais antérieur à la dernière campagne de travaux portant sur un rehaussement de la porte du début du XIIIe siècle par deux étages supplémentaires, le château neuf est entamé vers 1409 / 1411, sans jamais être achevé. Son élément le mieux visible depuis l'extérieur est la tour de quatre étages se dressant sur la muraille d'enceinte au sud, d'un diamètre de 10 m environ. Seulement le mur arrière donnant sur la cour et le nouveau logis est complet, flanqué de deux courts pans de mur à l'ouest et à l'est sur toute la hauteur. La cave est voûtée d'ogives chanfreinées à pénétration. Le rez-de-chaussée et le premier étage avaient peut-être achevés, et le premier étage devait visiblement servir de cachot comme l'indiquent la latrine et le soupirail au plafond. Le second étage devait être voûté d'ogives, mais les culots n'ont de toute évidence jamais servi. Deux fenêtres subsistent en coupe, et une intercommunication directe avec le logis existe au nord. Le troisième étage conserve une tourelle d'escalier interne en encorbellement, et communiquant à la fois avec le logis, le chemin de ronde de la courtine neuve et la plate-forme au sommet de la tour.
La courtine neuve est perpendiculaire à la partie méridionale de l'ancienne muraille, soit à l'actuel logis de ferme. Cette courtine touche à la nouvelle tour exactement au milieu de son mur de refend, et est orientée strictement nord-sud. À l'angle entre la courtine et la tour, à l'est, se situe le logis noble. Une grande fenêtre en subsiste au sud, à côté de la tour. Au logis noble, succède un second corps de logis au nord, plus petit et prévu sans doute comme bâtiment de service. Ses vestiges les plus caractéristiques sont les cheminées. La courtine elle-même est très bien conservée. Près du donjon, elle comporte une porterie composée d'une porte charretière initialement à pont-levis et d'une porte piétonne. En haut, le mur est couronné de mâchicoulis du même type qu'en haut du donjon, et la partie haute du mur est percée de petites archères avec des ébrasements triangulaires. Les travaux de fondation de la courtine ont été mis à profit pour la construction d'une cave profonde voûtée en berceau, desservie initialement par un escalier depuis la cour noble à l'est, et accessible aujourd'hui depuis l'autre côté de la courtine par un escalier de la période classique. Si cette courtine semble bel et bien avoir été achevée, une deuxième section de courtine au nord du donjon n'a jamais été entamée. Elle aurait été nécessaire pour parachever la clôture de la cour noble, et aurait relié le donjon à la muraille ancienne au nord.

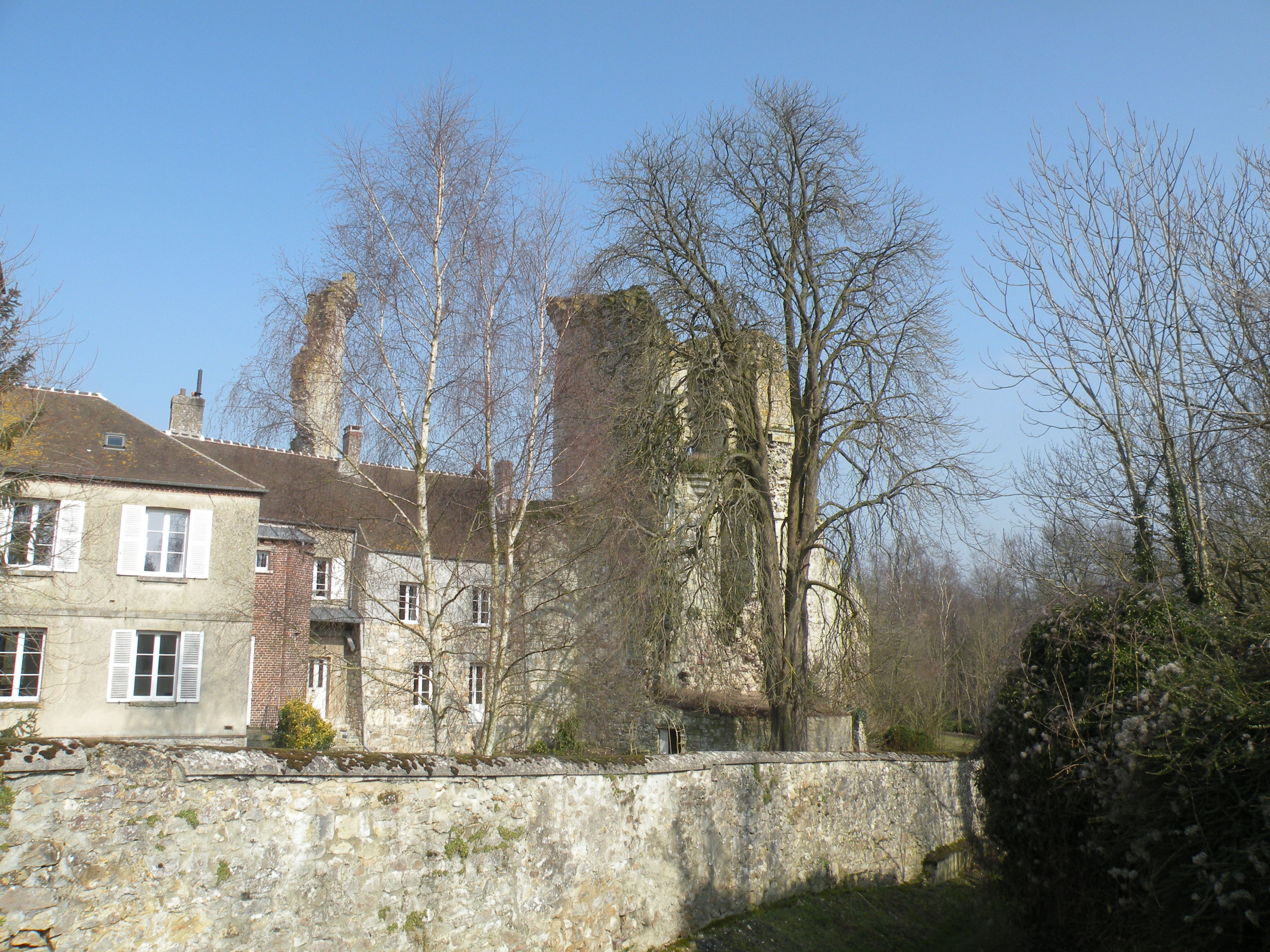
Maison d'habitation de la ferme et tour neuve.
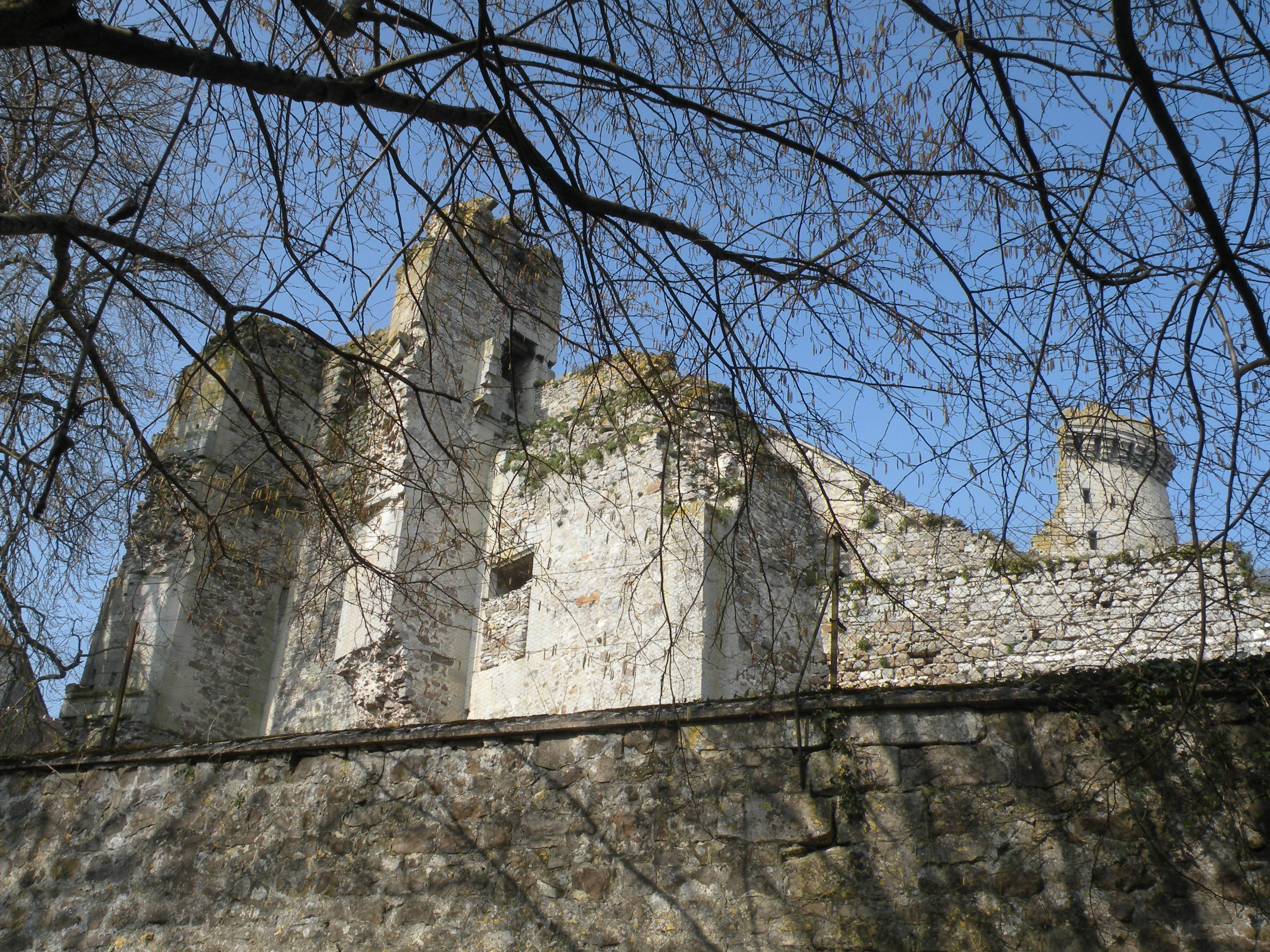
Face nord de la tour neuve, restée inachevée.
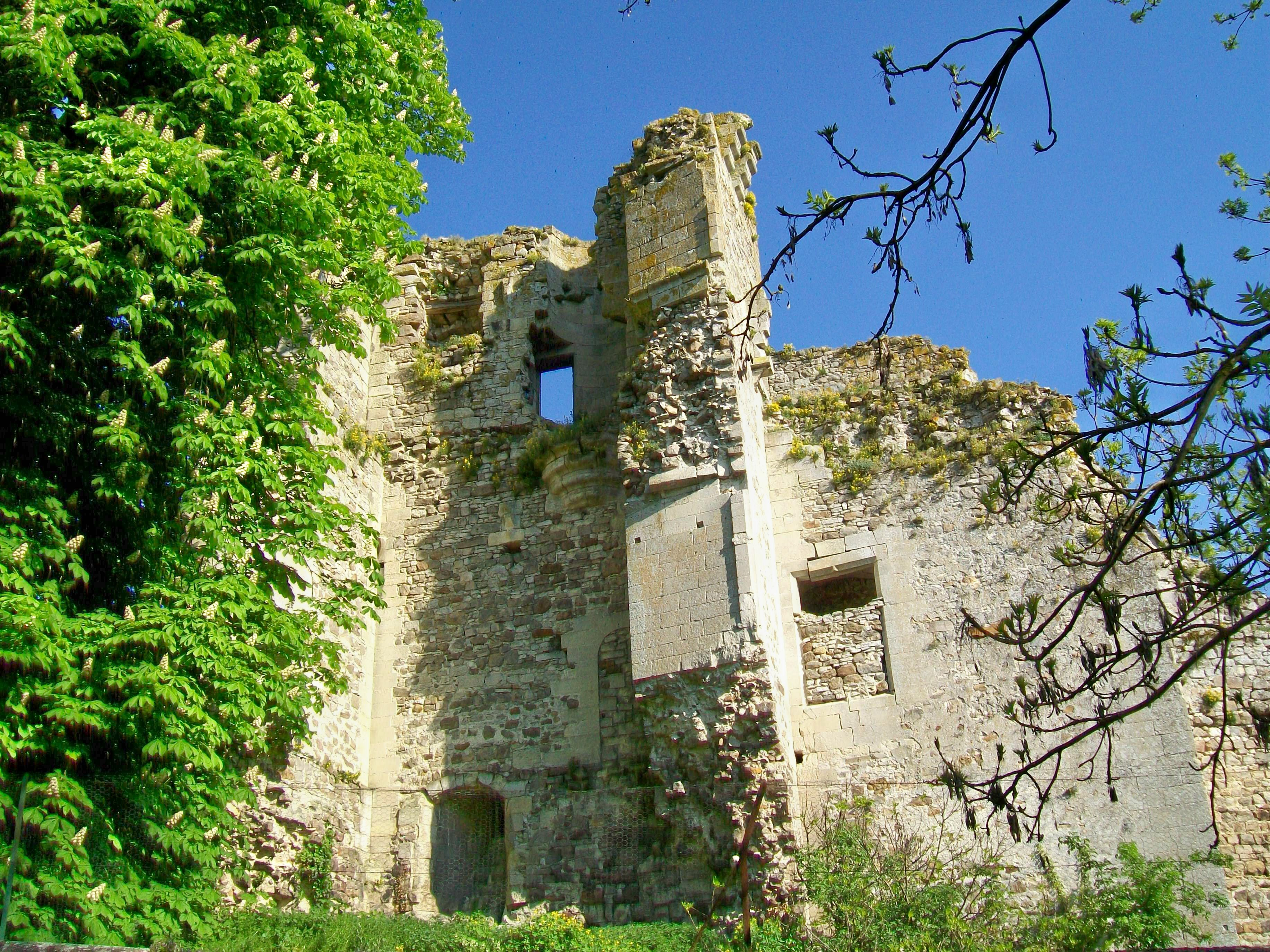
Tour neuve et mur sud du logis noble.
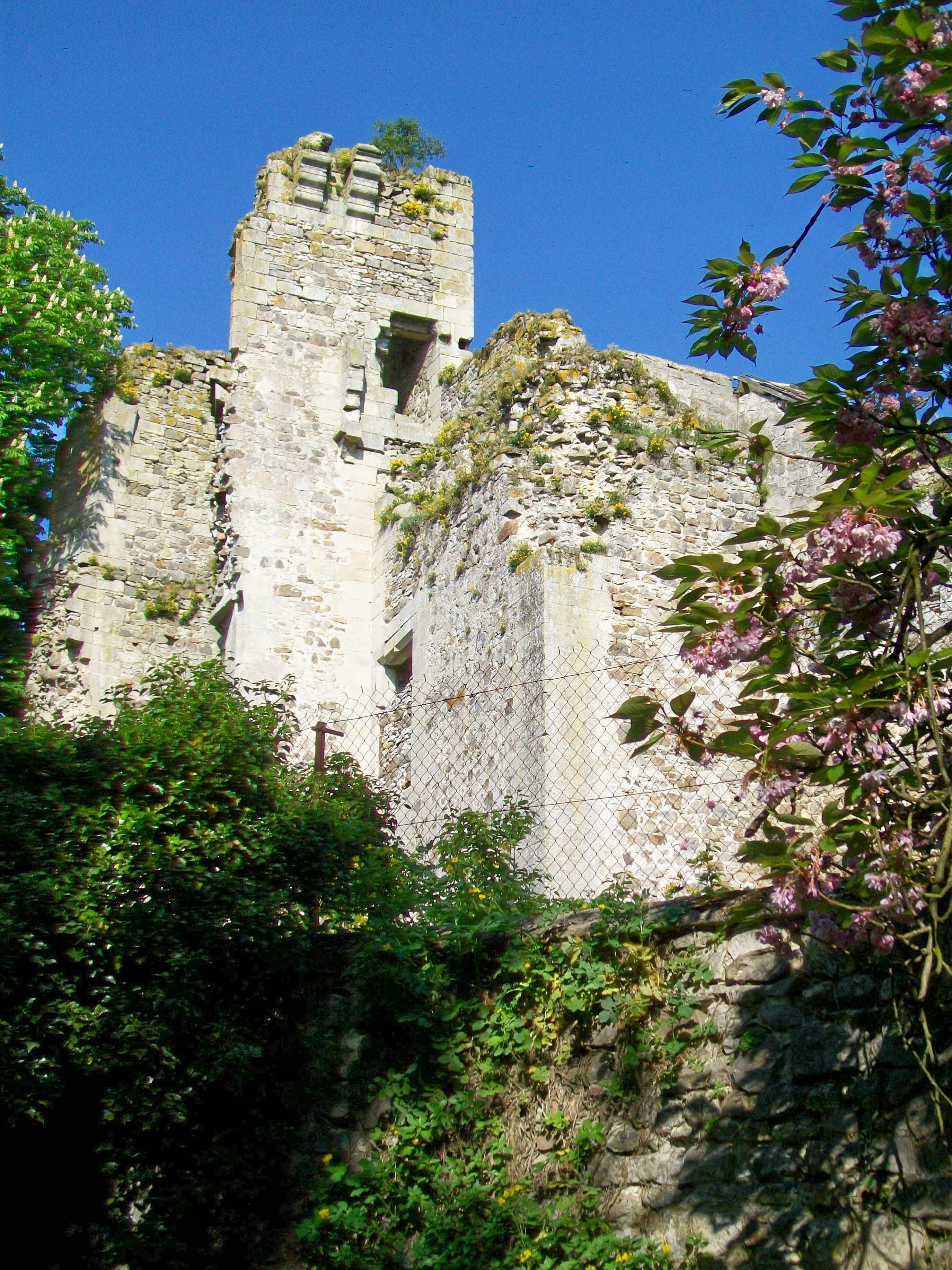
Tour neuve (à gauche) et logis.
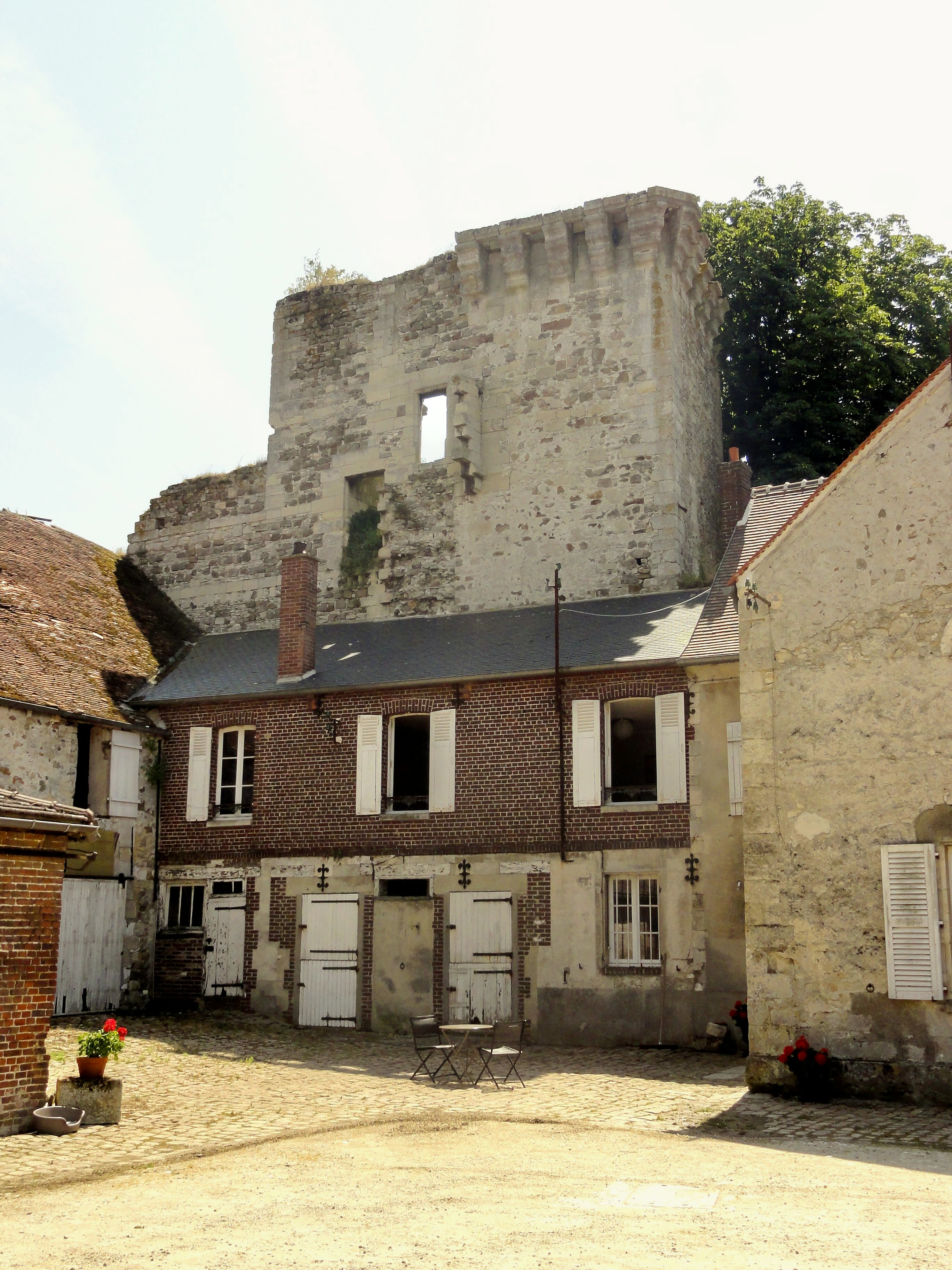
Vue depuis le nord : seul ce mur est complet.
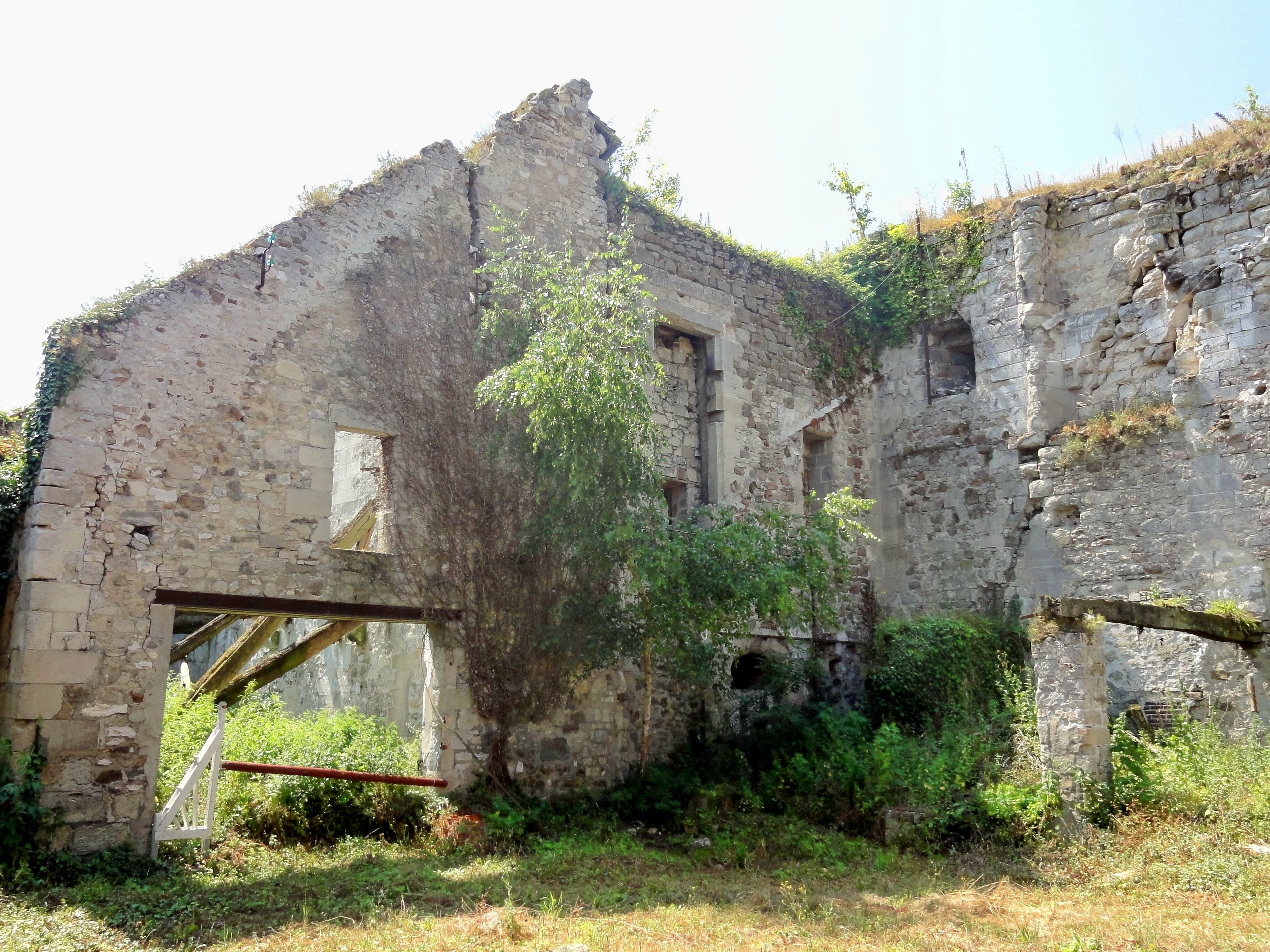
Mur nord du logis (au milieu) et courtine (à droite).

## Visite
En 2012, le château est ouvert pour la première fois au public pendant quarante jours entre la mi-juillet à fin août. Le droit d'entrée permet une visite libre ou commentée, et inclut une exposition sur l'histoire et architecture du château.